# Luhametsa
Luhametsa – wieś w Estonii, w prowincji Võru, w gminie Antsla.